# Parafia św. Wojciecha Biskupa i Męczennika w Wyszewie
Parafia pw. św. Wojciecha Biskupa i Męczennika w Wyszewie – parafia należąca do dekanatu Bobolice, diecezji koszalińsko-kołobrzeskiej, metropolii szczecińsko-kamieńskiej. Została utworzona w 1975 roku. Siedziba parafii mieści się pod numerem 26.

## Miejsca święte

### Kościół parafialny
Kościół pw. św. Wojciecha w Wyszewie
Kościół parafialny został zbudowany w XIX wieku, poświęcony w 1945 roku.

### Kościoły filialne i kaplice
Kościół pw. Miłosierdzia Bożego w Rosnowie